# Heliophanus iranus
Heliophanus iranus är en spindelart som beskrevs av Wesolowska 1986. Heliophanus iranus ingår i släktet Heliophanus och familjen hoppspindlar. Inga underarter finns listade i Catalogue of Life.